# ФК Стумбрас
ФК Стумбрас (литв. FC Stumbras) је био литвански фудбалски клуб из Каунас. 

## Историја
Клуб је основан 2013. године.
У лето 2019. године клуб је престао да постоји. На крају су елиминисани из елитне дивизије.

## Успеси

### Национални
- A лига:
  - 4. мјесто 2018.
- Куп Литваније:
  - Победник (1): 2017.
  - Финалиста (1): 2018.
- Суперкуп Литваније:
  - Финалиста (1): 2018.

## Сезоны (2013.–2019.)
| Сезон | Hиво | Лига       | Мјесто | Референце |
| ----- | ---- | ---------- | ------ | --------- |
| 2013. | 3.   | Друга лига | 2.     | [ 3 ]     |
| 2014. | 2.   | Прва лига  | 1.     | [ 4 ]     |
| 2015. | 1.   | A лига     | 7.     | [ 5 ]     |
| 2016. | 1.   | A лига     | 5.     | [ 6 ]     |
| 2017. | 1.   | A лига     | 7.     | [ 7 ]     |
| 2018. | 1.   | A лига     | 4.     | [ 8 ]     |
| 2019. | 1.   | A лига     | 8.     | [ 9 ]     |